# Lewis Sims
Lewis Elliot Sims (Cleveland, 9 aprile 1973) è un ex cestista statunitense naturalizzato spagnolo.

## Carriera
A livello scolastico frequenta l'Anderson College (1991-1993), poi la North Carolina State University (1993-94), infine la University of New Orleans da cui esce nel 1996.
Vive la prima esperienza all'estero giocando nel campionato cipriota tra le file dell'ENAD Nicosia, passando poi in Argentina al Pico FC dove però viene tagliato nel novembre 1997. Termina la stagione in Svizzera con la maglia del Fribourg Olympic, vincendo il campionato e debuttando nelle coppe europee con la partecipazione alla Coppa Korać. A seguito di ciò viene ingaggiato dal Ventspils, dove è capocannoniere del campionato lettone grazie ad una media di 25,8 punti, e dove gioca la Coppa Saporta in campo europeo.
Nella stagione successiva passa agli spagnoli del Círculo Badajoz, squadra militante in Liga LEB, in cui mette a segno 19,7 punti a gara. Resta poi in terra spagnola legandosi al Cantabria Lobos facendo così il suo esordio nella massima serie spagnola, la Liga ACB: qui mantiene statistiche simili a quelle dell'anno precedente, con 19,4 punti e 6,5 rimbalzi a match. Nel giugno 2001 firma coi venezuelani del Panteras de Miranda rimanendovi fino all'inizio del campionato spagnolo, disputato nuovamente con la casacca del Cantabria: il rapporto col club s'interrompe però nel febbraio 2002. Durante l'estate seguente gioca nella lega minore americana XBA con gli Hickory Nutz.
All'inizio della stagione 2002-2003 vola in Spagna per iniziare ad allenarsi con il TAU Vitoria, pronto per essere utilizzato in caso di necessità. La squadra era allenata da Duško Ivanović, che già era stato suo allenatore ai tempi della Svizzera. A seguito dei problemi fisici del centro Rashard Griffith, a gennaio Sims inizia ad essere utilizzato come sostituto del connazionale. In campionato disputa cinque partite di regular season con 6,4 punti e 3 rimbalzi di media, mentre in Eurolega in sei partite viaggia a 8 punti e 3,7 rimbalzi a gara. Viene inoltre utilizzato in Coppa del Re, competizione in cui i baschi raggiungono la finale.
Nel luglio del 2003, intanto, ottiene il passaporto spagnolo. Nello stesso mese viene ingaggiato dal Valladolid, con cui gioca per una stagione mettendo a segno 10,8 punti e 4 rimbalzi di media.
Il 27 luglio 2004 viene ufficializzata la sua firma di un contratto biennale con il Tenerife. Rimane in realtà per una stagione, nella quale conferma una produzione offensiva di poco più di 10 punti a partita (10,4).
Nell'ottobre del 2005 approda nella massima serie italiana con l'ingaggio da parte del Teramo Basket. In Serie A gioca 12 partite in cui mette a referto 14,6 punti e 5,8 rimbalzi, prima di essere messo fuori rosa per motivi disciplinari. La sua annata prosegue comunque in Italia, visto che il 31 gennaio 2006 scende nel campionato di Legadue per militare nei Crabs Rimini fino al termine della stagione. In Romagna si attesta su 16,2 punti e 8,3 rimbalzi.
Nel 2006-2007 veste le maglia dell'Olympias Patrasso, con cui è impegnato nel massimo campionato greco (14,2 punti e 4,8 rimbalzi di media) e in EuroCup Challenge (15,2 punti e 5 rimbalzi). Inizia in Grecia anche la stagione seguente avendo firmato nell'agosto del 2007 un contratto annuale con il Panellīnios, altra squadra della massima serie nazionale. A gennaio, tuttavia, viene reso noto che Sims sarebbe andato a terminare l'annata in Russia allo Spartak San Pietroburgo.
In vista della stagione 2008-2009 va a giocare a Cipro nell'Apollon Limassol, dove è miglior realizzatore con 19,4 punti di media. Nell'aprile 2009 si unisce ai greci dell'Egaleo per le ultime tre partite del campionato, al termine delle quali la squadra non riesce comunque a evitare il penultimo posto e la retrocessione.
Tra il 2009 e il 2013 milita nuovamente nel campionato cipriota, rispettivamente con APOEL (nel 2009-2010, annata conclusa con la vittoria del campionato, e nel 2011-2012), ancora Apollon Limassol (2010-2011) e infine ENAD (2012-2013). Viste le difficoltà economiche dell'ENAD, nel marzo 2013 passa ai libanesi del Champville. Successivamente scende in campo nelle leghe minori statunitensi Tobacco Road Basketball League (TRBL) ed East Coast Basketball League (ECBL).